# Euselates sanguinosa
Euselates sanguinosa är en skalbaggsart som beskrevs av Victor Ivanovitsch Motschulsky 1854. Euselates sanguinosa ingår i släktet Euselates och familjen Cetoniidae. Inga underarter finns listade i Catalogue of Life.